# Manuel Wintzheimer
Manuel Wintzheimer (Arnstein, 10 gennaio 1999) è un calciatore tedesco, attaccante del Rot-Weiss Essen in prestito dal Norimberga.

## Caratteristiche tecniche
È un centravanti.

## Carriera

### Club
Cresciuto nel settore giovanile del Bayern Monaco, nel 2017 ha giocato 5 incontri in Regionalliga segnando 4 reti. Il 1º maggio 2018 passa a titolo definitivo all'Amburgo, con cui debutta il 23 dicembre seguente in occasione dell'incontro di 2. Bundesliga perso 3-1 contro l'Holstein Kiel. Poco utilizzato nel corso dei mesi seguenti, in vista della stagione 2019-2020 viene ceduto in prestito al Bochum.

### Nazionale
Ha giocato nelle nazionali giovanili tedesche Under-15, Under-17, Under-18, Under-19, Under-20 ed Under-21.

## Statistiche
Statistiche aggiornate all'11 settembre 2021.

### Presenze e reti nei club
| Stagione        | Squadra          | Campionato      | Campionato | Campionato | Coppe nazionali | Coppe nazionali | Coppe nazionali | Coppe continentali | Coppe continentali | Coppe continentali | Altre coppe | Altre coppe | Altre coppe | Totale | Totale | Totale |
| Stagione        | Squadra          | Comp            | Pres       | Reti       | Comp            | Pres            | Reti            | Comp               | Pres               | Reti               | Comp        | Pres        | Reti        | Pres   | Reti   |        |
| --------------- | ---------------- | --------------- | ---------- | ---------- | --------------- | --------------- | --------------- | ------------------ | ------------------ | ------------------ | ----------- | ----------- | ----------- | ------ | ------ | ------ |
| 2017-2018       | Bayern Monaco II | RL              | 5          | 4          |                 | -               | -               |                    | -                  | -                  |             | -           | -           | 5      | 4      |        |
| 2018-2019       | Amburgo II       | RL              | 16         | 5          |                 | -               | -               |                    | -                  | -                  |             | -           | -           | 16     | 5      |        |
| 2018-2019       | Amburgo          | 2L              | 7          | 3          | CG              | 0               | 0               |                    | -                  | -                  |             | -           | -           | 7      | 3      |        |
| ago. 2019       | Amburgo          | 2L              | 1          | 0          | CG              | 1               | 0               |                    | -                  | -                  |             | -           | -           | 2      | 0      |        |
| 2019-2020       | Bochum           | 2L              | 20         | 3          | CG              | 1               | 0               |                    | -                  | -                  |             | -           | -           | 21     | 3      |        |
| 2020-2021       | Amburgo          | 2L              | 32         | 3          | CG              | 1               | 0               |                    | -                  | -                  |             | -           | -           | 33     | 3      |        |
| 2021-2022       | Amburgo          | 2L              | 5          | 0          | CG              | 1               | 0               |                    | -                  | -                  |             | -           | -           | 6      | 0      |        |
| Totale Amburgo  | Totale Amburgo   | Totale Amburgo  | 45         | 6          |                 | 3               | 0               |                    | -                  | -                  |             | -           | -           | 48     | 6      |        |
| Totale carriera | Totale carriera  | Totale carriera | 86         | 18         |                 | 4               | 0               |                    | -                  | -                  |             | -           | -           | 90     | 18     |        |